# Kossa F.C.
Kossa FC là một câu lạc bộ bóng đá Quần đảo Solomon, thi đấu ở Honiara FA League và Giải bóng đá vô địch quốc gia Quần đảo Solomon.
Từ năm 2004 đến năm 2006, đội bóng có tên là Fairwest.
Đội bóng giành chức vô địch mùa giải Solomon Islands National Club Championship 2007, khi đánh bại Koloale F.C. ở trận Chung kết. Do vô địch giải quốc gia nên đội bóng được quyền tham gia Giải bóng đá vô địch các câu lạc bộ châu Đại Dương 2007–08.

## Giải bóng đá vô địch các câu lạc bộ châu Đại Dương 2007—08
Kossa ra mắt ở O-League tháng 10 năm 2007, hòa 1–1 trên sân nhà với đội bóng Vanuatu Tafea FC. Sau đó họ thắng trận thứ hai trước Ba F.C..

## Danh hiệu
- Solomon Islands National Club Championship: (1)

2006–07
- Honiara FA League: (1)

2008–09

## Thành tích tại các giải đấu OFC
- Giải bóng đá vô địch các câu lạc bộ châu Đại Dương: 1 lần tham gia

Chung kết năm 2008

## Đội hình hiện tại
Tính đến tháng 8 năm 2014

Ghi chú: Quốc kỳ chỉ đội tuyển quốc gia được xác định rõ trong điều lệ tư cách FIFA. Các cầu thủ có thể giữ hơn một quốc tịch ngoài FIFA.
| Số | VT | Quốc gia         | Cầu thủ           |
| -- | -- | ---------------- | ----------------- |
| —  | TM | Quần đảo Solomon | Severino Aefi     |
| —  | TM | Quần đảo Solomon | Laepeza Gini      |
| —  | TM | Quần đảo Solomon | Sam Sonorua       |
| —  | HV | Quần đảo Solomon | Transform Nathery |
| —  | HV | Quần đảo Solomon | Luke Ha'atarea    |
| —  | HV | Quần đảo Solomon | Chris Tafoa       |
| —  | HV | Quần đảo Solomon | Michael Boso      |
| —  | HV | Quần đảo Solomon | Junior Albert     |
| —  | HV | Quần đảo Solomon | David Houpere     |
| —  | HV | Quần đảo Solomon | Willie Shem       |
| —  | HV | Quần đảo Solomon | Cliff Honi        |
| —  | HV | Quần đảo Solomon | Seni Ngava        |
| —  | HV | Quần đảo Solomon | Graham Tanavole   |

| Số | VT | Quốc gia         | Cầu thủ         |
| -- | -- | ---------------- | --------------- |
| —  | TV | Quần đảo Solomon | Charlie Otainao |
| —  | TV | Quần đảo Solomon | Jimmy Raramane  |
| —  | TV | Quần đảo Solomon | Marlon Maemania |
| —  | TV | Quần đảo Solomon | Issac Mangi     |
| —  | TV | Quần đảo Solomon | Johnson Wanefai |
| —  | TV | Quần đảo Solomon | Albert Ofea     |
| —  | TV | Quần đảo Solomon | Junior Kasute'e |
| —  | TĐ | Quần đảo Solomon | Cullen Suri     |
| —  | TĐ | Quần đảo Solomon | Moffat Deramoa  |
| —  | TĐ | Quần đảo Solomon | George Suri     |
| —  | TĐ | Quần đảo Solomon | Harrison Mala   |